# 柏崎順子
柏崎 順子（かしわざき じゅんこ）は、日本の国文学者。専門は日本近世文学、江戸時代の書物文化。一橋大学名誉教授。

## 人物・経歴
青森県上北郡下田町（現おいらせ町） 生まれ。青森県立八戸高等学校を経て、実践女子大学大学院文学研究科博士課程修了。一橋大学講師、助教授を経て、2003年から一橋大学大学院法学研究科法言語論部門教授。2024年一橋大学名誉教授、一橋大学大学院法学研究科特任教授。この間、八戸市特派大使等も務める。

## 著書
- 『松会版書目（日本書誌学大系 96 ）』青裳堂書店 2009年